# Contemporary Jewish Museum
Le Contemporary Jewish Museum (Musée Juif Contemporain) est un musée fondé en 1984 à San Francisco en Californie. Sa mission actuelle communiquer sur la diversité du Judaïsme au XXIe siècle à travers des expositions et des programmes éducatifs.

## Architecture
Daniel Libeskind est l'architecte du bâtiment de 5 900 mètres carrés situé dans un ancien poste électrique datant de 1907.

## Galerie

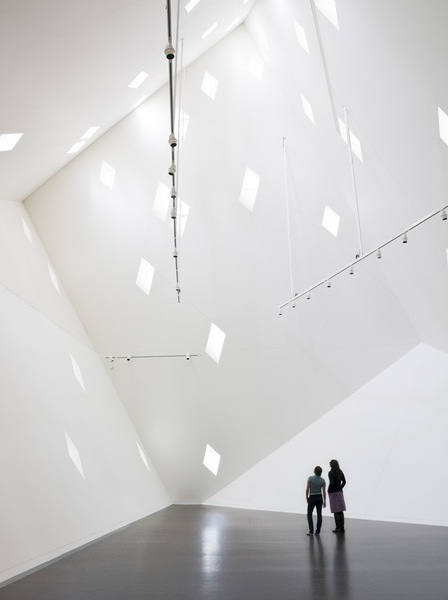
Intérieur du musée
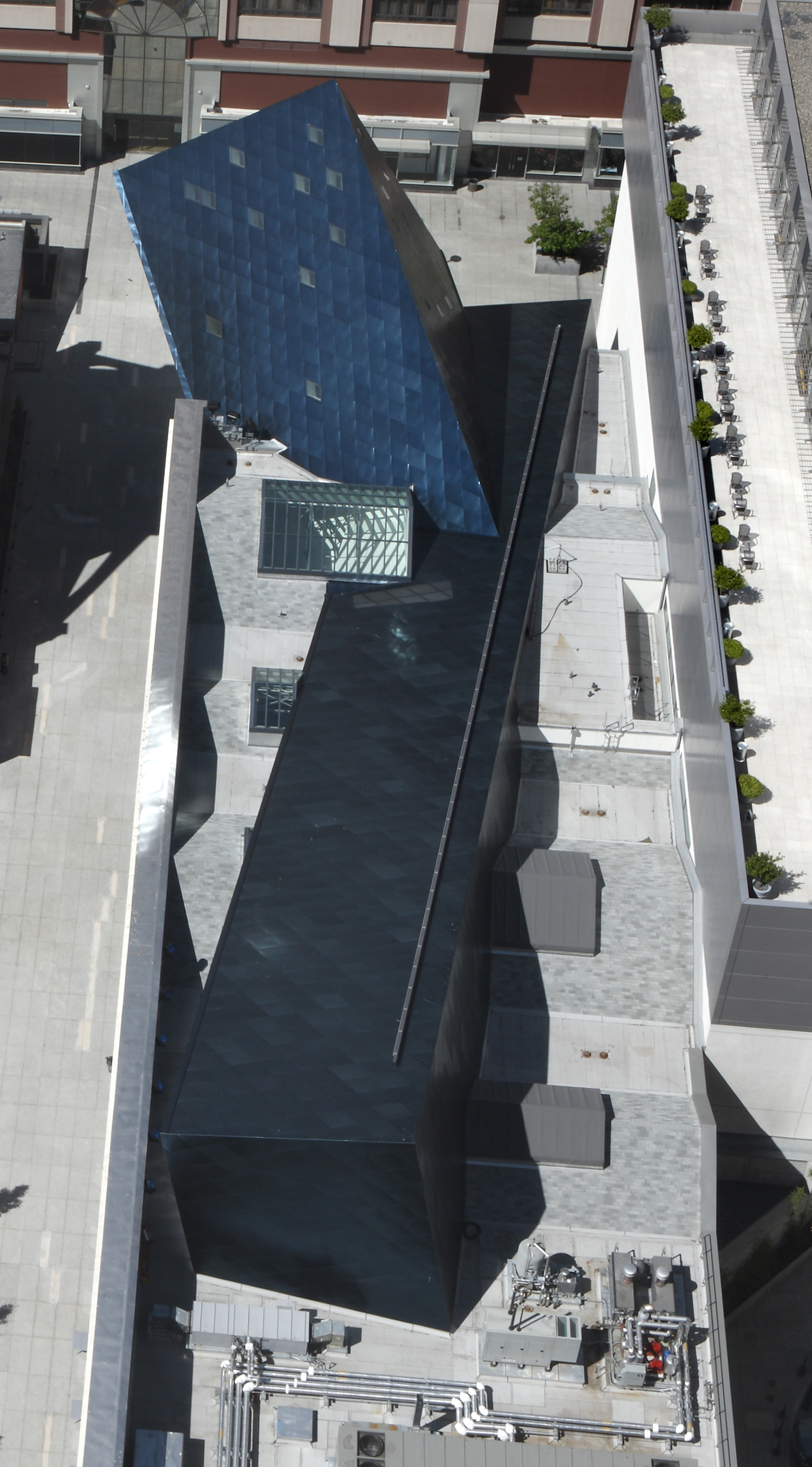
Vue aérienne du musée

## Expositions
Le musée n'a pas d'exposition permanente, il met en avant différentes expositions temporaires.